# 克雷耶寧河
克雷耶寧河是俄羅斯的河流，位於堪察加半島，河道全長約10公里，河水主要來自融雪和雨水，最終注入右基涅寧河，是虹鱒和遠東紅點鮭的棲息地。